# Thaleropis ionia
Thaleropis ionia är en fjärilsart som beskrevs av Fischer von Waldheim och Eduard Friedrich Eversmann 1851. Thaleropis ionia ingår i släktet Thaleropis och familjen praktfjärilar. Inga underarter finns listade i Catalogue of Life.